# Гильтебрандт, Иван Дорофеевич
Иван Дорофеевич Гильтебрандт (1748—1831) — русский медик, профессор анатомии и физиологии при медицинской школе в Москве, почётный член Медицинской коллегии, доктор медицины.

## Биография
Родился в эстонском Аренсбурге (ныне — Курессааре).
Первоначальное образование получил в городском приходском училище, потом три года был учеником ревельского городового лекаря Риттера, после чего был произведён в подлекари и отправился в Санкт-Петербург.
6 сентября 1764 года И. Д. Гильтебрандт поступил на службу, сверх комплекта, в должности подлекаря в Петербургский генеральный сухопутный госпиталь, с жалованием по 10 копеек в день. Через три месяца он подал прошение об увольнении его от службы и из ведомства Медицинской коллегии, но уже 14 декабря 1764 года уволился и поступил на частную службу.
В 1784 году, будучи штаб-лекарем 2-й дивизии (командующий генерал-фельдмаршал граф П. А. Румянцев-Задунайский) был приглашён занять должность оператора московского Генерального сухопутного госпиталя, предложив Гильтебрандту приготовить какой-нибудь препарат и продемонстрировать его в присутствии членов Московской медицинской конторы. Гильтебрандт выбрал для препарата «глазные нервы и мускулы» и 17 июня 1785 года демонстрировал их «добропорядочно» по донесению доктора Тимковского.
По штату 15 июля 1786 года преподавателям медицинских училищ было присвоено название «профессоров», и с этого времени И. Д. Гильтебрандт стал профессором анатомии и физиологии при Медико-хирургической школе в Москве. Год спустя Гильтебрандту уступил эту должность Я. А. Риндеру, оставшись в должности оператора, но уже в 1789 году вернулся обратно; должность оператора он сохранял до 5 августа 1791 года.
В «докторы медицины без экзамена по известному отличному его знанию в медицине» Гильтебрандт был произведён 13 февраля 1791 года, а 22 октября 1797 года он был избран почётным членом Медицинской коллегии.
Умер в Москве в 1831 году на 82-м году жизни. Похоронен на Введенском кладбище.
Его брат, Андрей Дорофеевич, также был лекарем; а племянник, Фёдор Андреевич Гильтебрандт, также — доктор медицины, стал заслуженным профессором Московского университета.